# Nixe (Schiff, 1896)
Der Raddampfer Nixe wurde 1896 in der Sächsischen Dampfschiffs- und Maschinenbauanstalt in der Leipziger Vorstadt gebaut.

## Die Zeit bis 1901
Das Schiff wurde als Schraubendampfer bestellt und gebaut. Erst kurz vor der Fertigstellung wurde es zum Seitenraddampfer umgebaut. Nach der Indienststellung als Glattdeckdampfer fuhr das Schiff für die Sächsisch-Böhmische Dampfschiffahrts-Gesellschaft (SBDG).
Eingesetzt wurde es im Regionalverkehr auf der Strecke  Dresden-Cotta – Briesnitz. Von 1897 bis 1899 wurde es von einem fremden Betreiber mit eigenen Personal auf der Strecke Torgau – Rosslau eingesetzt. Im Sommer 1900 wurde das Schiff verkauft.

## Die Zeit nach dem Verkauf
Im Sommer 1901 kaufte es der in Toruń ansässige I. Albrecht. Eingesetzt wurde das Schiff unter dem Namen Goplana auf der Strecke Warschau – Sandomierz
1910 kaufte es Stanisław Górnicki aus Płock. Er setzte es auf derselben Route ein.
Am 6. April 1914 charterte es Jan Kwiatkowski aus Krakau für monatlich 800 Rubel. Nach dem Ausbruch des Ersten Weltkrieges wurde es am 5. August 1914 von der k.u.k. Kriegsmarine beschlagnahmt und mit dem Schiff Wawel nach Krakau geschleppt. Hier wurde es mit einer Panzerung versehen und mit zwei Bordkanonen Kaliber 37 mm ausgestattet. Danach wurde es in die k.u.k. Weichselflotille eingegliedert und zum Schleppen von Lastkähnen zur Versorgung der Armee auf der Strecke Łęg (Krakau) – Nadbrzezie (Sandomierz) eingesetzt.
Im November 1918 wurde das Schiff in Krakau vom polnischen Verkehrsministerium übernommen. 1919 wurde es in Płock umbenannt und im Raum Warschau als Schleppschiff eingesetzt. 1921 übernahm es die Polnische Schiffahrts AG in Krakau.
1923 wurde es einem kompletten Umbau unterzogen. Es wurde auf 37,70 Meter verlängert und auf 4,10 Meter verbreitert. Die Breite über die Radkästen betrug jetzt 7,10 Meter. Die Dampfmaschine wurde generalüberholt und ein neuer Dampfkessel eingebaut. In Dienst gestellt wurde es am 8. Mai 1925 unter dem Namen Światowid als Passagierschleppschiff. Befördert werden konnten in der 1. Klasse 60 Personen und in der 2. Klasse 100 Personen.
Eingesetzt wurde es zu Kreuzfahrten auf der Strecke Krakau – Korczyn und Auschwitz – Sandomierz.
1935/36 wurde es überholt und auf 9,30 Meter verbreitert und erhielt einen neuen Dampfkessel.
Nach dem Ausbruch des Zweiten Weltkrieges wurde es 1940 in die Weichsel Reederei GmbH eingegliedert. Über den Einsatz des Schiffes bis zum Kriegsende ist nichts bekannt.
1945 übernahm es wieder die Polnische Schiffahrts AG in Krakau. Das Schiff wurde auf Dieselantrieb umgebaut. Der Schiffsdiesel, Baujahr 1943, stammt von den Motorenwerken, Mannheim. Es war ein 6-Zylinder-Dieselmotor mit einer Leistung von 180 PS.
In den folgenden Jahren wurde es von verschiedenen Besitzern betrieben. Ab 1948 die Staatliche Weichselschiffahrt mit Sitz in Krakau. 1949 die Staatliches Binnenschiffahrt in Breslau Niederlassung Krakau. Ab 1951 das Staatliche Schiffahrtsunternehmen Weichsel mit der Niederlassung Krakau. Ab 1956 das Staatliche Warschauer Schiffahrtsunternehmen Weichsel in Warschau. Aber schon 1957 wieder das Staatliche Schiffahrtsunternehmen Weichsel mit der Niederlassung Krakau. 1963 wurde das Schiff außer Dienst gestellt. Das Datum des Abwrackens ist unbekannt.

## Die Dampfmaschine
Die Dampfmaschine war eine oszillierende Hochdruck-Zweizylinder-Verbund-Dampfmaschine mit Einspritzkondensation. Die Herkunft von Maschine und Kessel sind unbekannt. Die Leistung betrug 80 PS. Der Dampfkessel hatte 8 bar Dampfdruck. 1923 erhielt das Schiff einen neuen Dampfkessel. Der Hersteller ist nicht bekannt. 1936 wurde ein neuer Dampfkessel mit einem Dampfdruck von 10 bar der Firma H. Cegielski – Poznań, mit der Fabriknummer 1665 eingebaut.

## Kapitän des Schiffes
- Max Ottomar Höhle 1896
- unbekannt 1897–1899